# Cereus saddianus
Cereus saddianus  (Rizzini & A.mattos) P.J.Braun é uma espécie de plantas da família Cactaceae.
É endêmica de  Brasil, mais especificamente, do estado de Mato Grosso.

## Descrição
É um cactus arbolado de até 6 cm de altura com os tallos grisáceos, até 13 cm de diâmetro com 8 ou 9 caules ondulados; aréolas com lã branca, 1 coluna central de até 2.5 cm de comprimento, com 5 a 7 espinhas radiais de até 1.2 cm de comprimento. Tem flores noturnas de cor branca de até 8 cm de comprimento com 4 cm de diâmetro, seguido por frutas rosadas de 5 cm de comprimento e 3 cm de diâmetro. Reproduz-se por sementes ou estacas.

## Taxonomia
Cereus saddianus foi descrita por Rizzini & A.mattos; P.J.Braun, e publicado em Bradleya 6: 86, no ano de 1988.
Cereus: nome genérico que deriva do termo latíno cereus = "círio ou vela" que alude a sua forma alongada, perfeitamente reta".
saddianus: epíteto que faz homenagem ao botânico brasileiro Nagib Saddi, do Jardim Botânico da Universidade Federal de Mato Grosso, localizado em Cuiabá, no Brasil.